# Imigrarea către România
În România au sosit în ultimii ani un număr mic de imigranți, în special din țări ca Republica Moldova, Turcia, Republica Populară Chineză, Israel, Vietnam dar și din zone precum Africa și din alte țări , în număr mai mic. După un maxim în 2017 în urma valului de migrație din Orientul Mijlociu cauzat în principal de Războiul Civil Sirian, volumul imigrației în România s-a prăbușit în 2018. De atunci, o ușoară creștere a fost înregistrată doar de imigrația din Asia de Est.
România înregistrează însă o pierdere demografică netă în urma migrației, întrucât mult mai mulți locuitori au părăsit țara, în medie circa 300.000 de persoane pe an; România fiind a doua sursă mondială de migrație în 2017 după Siria, țară aflată atunci în război civil.

### Statistici
Țările de origine ale imigranților în România (estimări din 2017):
- Republica Moldova - 151.000;
- Italia - 51.000;
- Spania - 39.000;
- Ucraina - 16.000;
- Bulgaria - 14.000;
- Franța - 9.000;
- Germania - 9.000;
- Ungaria - 8.000;
- Serbia (inclusiv  Kosovo) - 8.000;
- Turcia - 8.000;
- Rusia - 7.000;
- Regatul Unit - 7.000;
- Grecia - 6.000;
- China - 5.000;
- Statele Unite - 4.000;
- Iran - 2.000;
- Irak - 2.000;
- Israel - 2.000;
- Vietnam - 2.000;
- Albania - 1.000;
- Austria - 1.000;
- Belgia - 1.000;
- Irlanda - 1.000;
- Portugalia - 1.000;
- Siria - 1.000;
- Tunisia - 1.000;
- Egipt - 900;
- Liban - 900;
- Maroc - 800;
- India - 700;
- Iordania - 600;
- Nigeria - 500;
- Pakistan - 500;
- Coreea de Sud - 500;